# 闕特勤
闕特勤（呉音：かちどくごん、漢音：けつとくきん、拼音：Quētèqín、684年 - 732年）は、東突厥第二可汗国の左賢王。阿史那骨咄禄の子で、毘伽可汗の弟。『突厥碑文』にある「キュル・テギン」（古テュルク語: 、Kül tägin）の漢字転写とされる。『新唐書』では「闕特勒 (Quētèlè)」と誤記される。

## 生涯
阿史那骨咄禄の子として生まれる。
開元4年（716年）、九姓（トクズ・オグズ）遠征中に大可汗の阿史那默啜が戦死すると、闕特勤は旧部を集めて默啜の子である小可汗や弟たち、その他の親族の者をことごとく殺害し、兄の左賢王である默棘連を大可汗に推戴して毘伽可汗（ビルゲ・カガン）とした。しかしこの時、毘伽可汗は国を得ることができたのは闕特勤の功であるとし、位を譲ろうとしたが、闕特勤が受け入れなかったため、遂に承諾した。そこで闕特勤は左賢王となり、兵馬を掌握した。この頃、奚（タタビ）と契丹（キタイ）が互いに兵を率いて唐に近づいたり、突騎施（テュルギシュ）の蘇禄が自立して可汗となったりして、突厥部落内で二心を抱く者が増えていった。そこで、毘伽可汗は默啜の時の衙官だった暾欲谷（トニュクク）を参謀に起用した。初め、默啜の下にいた衙官はことごとく闕特勤に殺されたが、毘伽可汗の可敦（カトゥン：妻）の父であった暾欲谷のみが死を免れていた。彼はすでに年が70余歳であったが、突厥の人々に甚だ尊敬されていた。
開元13年（725年）、唐の玄宗が泰山で封禅の儀を行うため、東方に巡行しようとしたとき、中書令の張説は軍備を強化し、突厥に備えたいと提案した。それに対し兵部郎中の裴光庭は「封禅とは事が成功したことを天地の神に報告するものである。しかるに、たちまちこのようなことで人を集めたり、物を出させたりするようでは、名と実とが合わぬではないか?」と言った。張説は
| 「 | 突厥は近ごろ和平を願いはしましたが、その獣のような心は測りがたいものがあります。しかも、小殺（毘伽可汗）が情深く人を愛すので、人々は彼のためによく働きます。闕特勤は武勇に優れて戦がうまく、向かうところ敵なしです。暾欲谷は非常に落ち着いていて思慮があり、老いてますます知恵も深い。ちょうど李靖・徐勣のようです。この三虜が心を合わせている限り、いささかもその方策に手抜かりはないでしょう。そんな中、我が方で国を挙げて東巡していると聞いて辺境を狙ってきたら、どう防ぐのです? | 」 |

と主張した。そこで裴光庭は中書直省の袁振に鴻臚卿の官を兼ねさせ、使者として突厥に赴かせて突厥の者も一緒に東巡させることにした。袁振が突厥に到着すると、毘伽可汗はその妻および闕特勤，暾欲谷らと帳幕内に丸くなって座り、宴席をととのえていた。その後、袁振と毘伽可汗が話し合った末、突厥からはその大臣である阿史徳頡利発（イルテベル）が入朝貢献し、東巡に随行することとなった。
開元20年（732年）、闕特勤が死去したため、玄宗は詔で金吾将軍の張去逸，都官郎中の呂向に勅書を持たせて弔問に赴かせ、同時に闕特勤のために石碑を立てさせ、玄宗自ら碑文を書いた。また、祠廟を立て、石像を作り、周囲の壁には闕特勤の戦陣の状景を画かせた。

## キュル・テギン碑文
闕特勤の墓がホショ・ツァイダムにある。近くには『ホショ・ツァイダム碑文』がたてられており、古代テュルク文字が刻まれている。その内容は、「ウテュケン山よりいいところは決してない」とあり、闕特勤は「母なる大地ウテュケン」を称賛しており、闕特勤から突厥（テュルク）の民に遺された「警世のことば」が刻文されている。闕特勤が「永眠の地」としてえらび、後裔に「警世の遺言」を残す場所もまたウテュケンでなければならなかったのである。
なお、「タブガチ」とは「拓跋」をチュルク語で発音したものとされ、中国を指す名称である。

## 参考資料
- 『旧唐書』（列伝第一百四十四上）
- 『新唐書』（列伝第一百四十上下）